# Карача-Елгинский сельсовет
Карача-Елгинский сельсовет  — муниципальное образование в Кушнаренковском районе Башкортостана.
Административный центр — село Карача-Елга.

## История
Согласно Закону о границах, статусе и административных центрах муниципальных образований в Республике Башкортостан»имеет статус сельского поселения.

## Население
| 2002  | 2009  | 2010  | 2012  | 2013  | 2014  | 2015  |
| ----- | ----- | ----- | ----- | ----- | ----- | ----- |
| 1673  | ↗1742 | ↘1517 | ↘1466 | ↘1457 | ↘1427 | ↘1384 |
| 2016  | 2017  | 2018  |       |       |       |       |
| ↘1351 | ↘1331 | ↘1323 |       |       |       |       |

## Состав сельского поселения
| № | Населённый пункт | Тип населённого пункта       | Население |
| - | ---------------- | ---------------------------- | --------- |
| 1 | Карача-Елга      | село, административный центр | ↘600      |
| 2 | Чирша-Тартыш     | село                         | ↘366      |
| 3 | Толбазы          | деревня                      | ↘362      |
| 4 | Старая Муртаза   | деревня                      | ↘133      |
| 5 | Исланово         | деревня                      | ↘56       |

## Известные уроженцы
- Гатиятуллин, Асадулла Гатиятуллович (1891—1969) — башкирский поэт-импровизатор, сэсэн[13].
- Султанов, Шариф Хабибуллович (9 августа 1913 — 10 мая 1998) — председатель колхоза им. Салавата Кушнаренковского, Герой Социалистического Труда.
- Шакиров, Закир Шакирович (3 ноября 1881 — 3 декабря 1968) — башкирский педагог и лингвист, Герой Труда[14].
- Якупов, Назым Мухаметзянович (7 июля 1928 — 20 февраля 2009) — участник венгерских событий 1956 года, Герой Советского Союза[15].